# Habropoda ventiscopula
Habropoda ventiscopula là một loài Hymenoptera trong họ Apidae. Loài này được Wu mô tả khoa học năm 1984.